# Suliman Bashear
Suliman Bashear (1947-28 octobre 1991) est un historien arabe israélien, spécialiste des origines de l'Islam.

## Biographie
Suliman Bashear est né en 1947 en Palestine sous mandat britannique, à Maghar, village arabe de Galilée, dont la moitié des habitants sont druzes, les autres chrétiens ou musulmans. Il étudie à l'Université hébraïque de Jérusalem puis obtient son Ph.D. à l'université de Londres pour sa thèse sur le Communisme dans l'Orient arabe qui est publiée en arabe et en anglais. En 1979, il est nommé professeur à l’Université nationale An-Najah de Naplouse, en Cisjordanie.
Bashear fit les gros titres de la presse internationale quand il fut défenestré du second étage de la faculté par des extrémistes musulmans que sa thèse, selon laquelle l’islam s’est développé en tant que religion dans le contexte historique du judaïsme et du christianisme, et non pas à la suite d’une révélation reçue par un prophète, avait rendu furieux. Il survit, infirme en fauteuil roulant. En 1984, l’université nationale An-Najah le révoque après la publication de son premier grand ouvrage, Introduction à l’autre histoire, où il demande aux historiens musulmans d’accepter les mêmes règles scientifiques, même à propos de l’histoire de leur religion, que les chrétiens ou les juifs.
Exilé aux États-Unis, il bénéficie d’une bourse Fulbright, et obtient un poste à l’université hébraïque de Jérusalem. C’est là qu’il rédige son second grand ouvrage, Les Arabes et les autres communautés dans l’islam primitif. Une crise cardiaque l’emporte en octobre 1991.